# Radicchio rosso di Treviso
Il radicchio rosso di Treviso è un prodotto ortofrutticolo italiano a Indicazione geografica protetta.

## Varianti
Il radicchio rosso di Treviso è una cultivar di cicoria caratterizzata da colore rosso scuro intenso, striature bianche, consistenza croccante e tipico gusto amarognolo.
Si presenta in due varianti: precoce o tardivo.
Il radicchio rosso di Treviso precoce, meno pregiato, ha foglia più larga e sapore più amaro. Viene coltivato in campo aperto e dopo l'estate, i cespi vengono legati per proseguire la maturazione e l'imbianchimento forzato. Segue quindi, la raccolta e la toelettatura prima della commercializzazione.
Il radicchio rosso di Treviso Tardivo è invece assai più pregiato, in ragione della complessità del processo di produzione. Si presenta con foglie lunghe e affusolate, con una costa centrale bianca e foglie di un colore rosso-violaceo intenso. Secondo il disciplinare di produzione la raccolta dal campo aperto può iniziare solo dopo che le piante abbiano subito due brinate. Una volta raccolto (ancora con il suo fittone o radice) viene legato in mazzi e posto con il fittone immerso in vasche di acqua di falda a temperatura costante (12-15 gradi) per la fase di imbianchimento. La temperatura mite dell'acqua favorisce la ripresa del processo vegetazionale, ma l'assenza di luce impedisce alla pianta di produrre clorofilla: da qui il colore tipico e l'ammorbidimento delle note amare della cicoria. Dopo un periodo di forzatura in acqua, che varia dai venti ai quindici giorni, il radicchio rosso di Treviso Tardivo IGP è pronto per la toelettatura finale.

## Zona di produzione

Zona di produzione; in colore più chiaro, il territorio in cui si coltiva solo il tipo Tardivo.

La zona di produzione, specificata dal disciplinare IGP, coinvolge comuni appartenenti alle province di Treviso, Padova e Venezia. La zona di produzione del tipo Tardivo è più estesa rispetto a quella del Precoce.

## Utilizzo

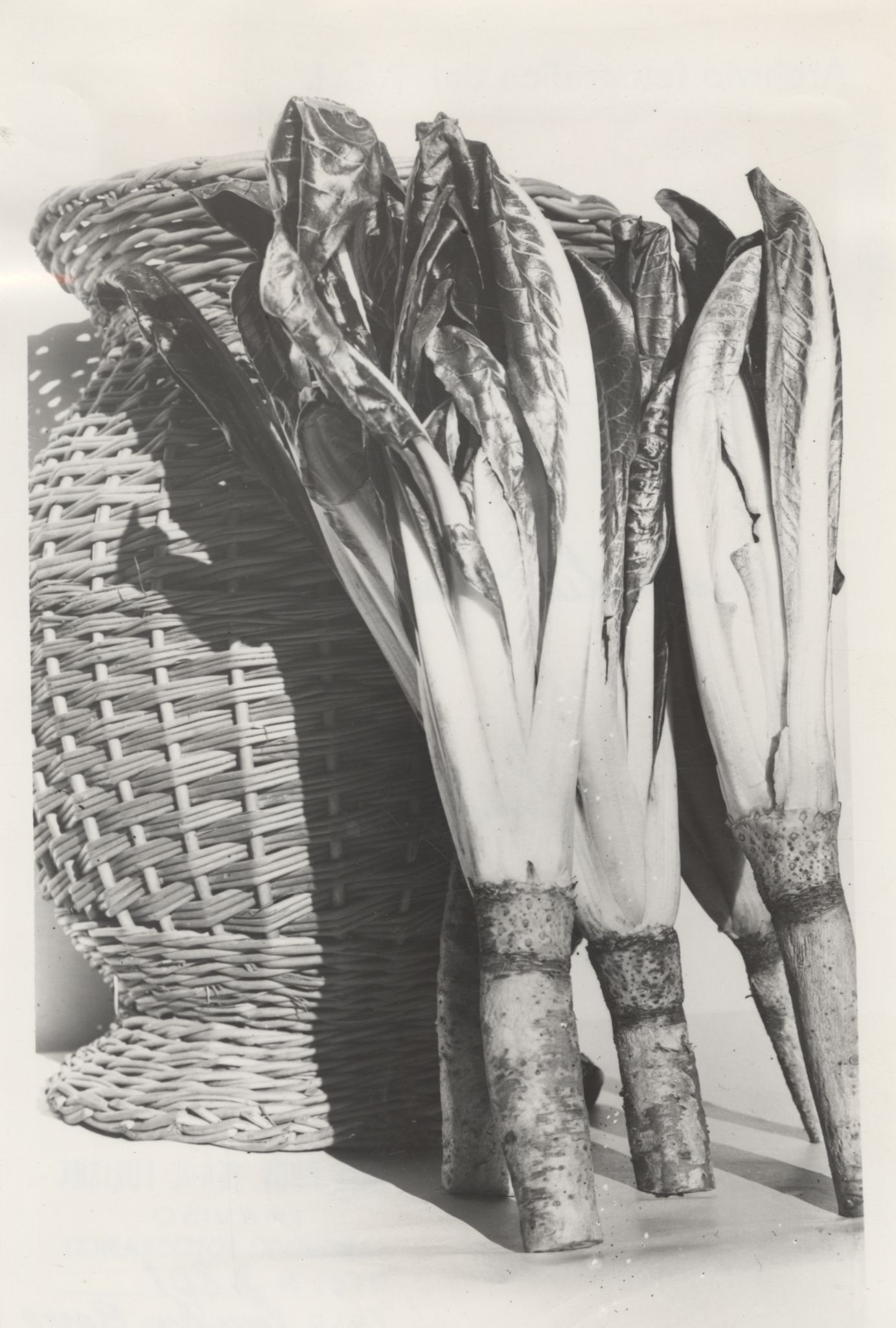
Radicchio rosso, 1954

Il radicchio rosso di Treviso IGP è un ortaggio invernale assai duttile in cucina: può essere utilizzato per insalate crude ma anche per la preparazione di piatti cotti (primi, secondi, dolci); esistono anche il gin e la birra aromatizzati al radicchio e tisane salutari.

## Consorzio di tutela

Logo del Consorzio di tutela.

Il Consorzio Tutela Radicchio Rosso di Treviso e Variegato di Castelfranco nasce nel 1996 a seguito della pubblicazione nella GUCE del Reg. (CE) 1263/96 che riconosceva l'indicazione geografica protetta per il radicchio rosso di Treviso e il radicchio variegato di Castelfranco.
Il consorzio - così come espressamente previsto dallo statuto - ha funzione di tutela, di promozione, di valorizzazione, di informazione del consumatore e di cura generale degli interessi relativi alla denominazione IGP. In particolare il consorzio ha compito di:
- vigilare sul corretto uso delle denominazioni radicchio rosso di Treviso I.G.P., nelle due varietà precoce e tardivo, e Radicchio Variegato di Castelfranco I.G.P., così come previste dal Reg. (CE) 1263/96 e successive integrazioni e/o modificazioni, e tutelarle contro ogni abuso;
- vigilare sulla produzione dei radicchi medesimi al fine di salvaguardare la tipicità e le caratteristiche peculiari previste dal disciplinare di produzione;
- promuovere e diffondere il consumo e la conoscenza del radicchio rosso di Treviso I.G.P., precoce e tardivo e del radicchio variegato di Castelfranco I.G.P., in Italia e all'estero ed assicurarne la valorizzazione commerciale;
- assistere i produttori e i confezionatori al fine di agevolare e migliorare la produzione e la commercializzazione in Italia e all'estero delle produzioni tutelate, anche attraverso corsi di formazione.

## Storia
Alcune ricerche iconografiche condotte da Tiziano Tempesta dell'Università di Padova hanno dimostrato come il radicchio fosse coltivato già dalla metà del XVI secolo. Lo si vede rappresentato in alcuni dipinti come "Le Nozze di Cana" di Leandro da Ponte detto Il Bassano (oggi al Museo del Louvre di Parigi). Ma il processo di produzione si sarebbe affinato solo nella seconda metà del XIX secolo. Sarebbe stato il vivaista Francesco Van Den Borre, giunto dal Belgio nel 1870 per realizzare un giardino patrizio, a portare nella sua proprietà di Dosson, nel trevigiano, la tecnica di imbianchimento già in uso per le cicorie belghe. È nell'anno 1900 che il radicchio rosso di Treviso raggiunge la consacrazione con la realizzazione sotto la Loggia dei Grani di Piazza dei Signori a Treviso della prima mostra dedicata ai produttori del radicchio rosso di Treviso e voluta dall'agronomo di origine lombarda, Giuseppe Benzi.

## Proprietà
Il radicchio è ricco di antiossidanti, ha un contenuto calorico basso (per il 92-94% è composto di acqua ed è ricco di fibre). È ricco di vitamina A, B1 e B2.